# Berlevåg
Berlevåg este o comună din provincia Finnmark, Norvegia.